# Vitozza (Divaccia)
Vitozza (in sloveno Otošče, in tedesco Witousche) è un paese della Slovenia, frazione del comune di Divaccia.
Il nome Vitozza appartiene alla toponomastica creata nel 1923 per l'italianizzazione del territorio a est di Trieste. Nell'"Atlante della nostra guerra", stampato da De Agostini nel 1917, il paese è segnato con il nome tedesco "Witousche".
La località si trova tra Resderta e San Vito di Vipacco alle pendici sud-ovest del Monte Nanos, a 325,2 metri s.l.m., a 17,1 chilometri a nord del capoluogo comunale ed a 25,3 chilometri dal confine italiano.
A nord del paese vi è la chiesa dedicata a Santa Maddalena (Sv. Magdalena).
Nell'insediamento sono presenti inoltre gli agglomerati di Bežajevi, Kuntovi, Ponovičar e Žagar.
Tra le due guerre mondiali fu frazione del comune di Villabassa di Senosècchia.

## Corsi d'acqua
Rio del Macile (Močilnik)